# 聖馬格雷滕

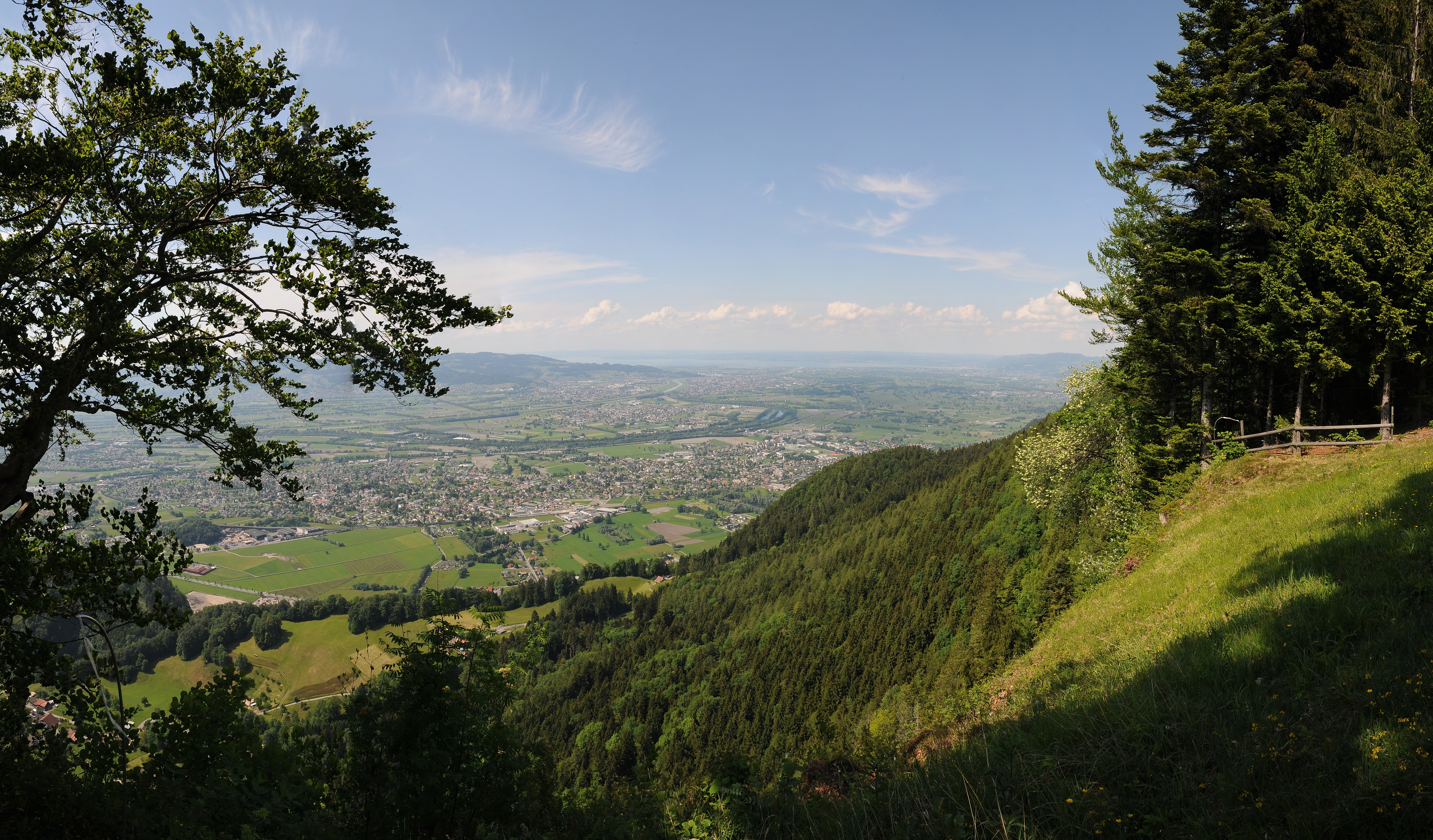

聖馬格雷滕（St Margrethen）是瑞士的城鎮，位於該國東北部，由聖加侖州負責管轄，面積6.86平方公里，海拔高度402米，2011年人口5,657，四成人口信奉羅馬天主教，人口密度每平方公里825人。